# Gynoplistia (Gynoplistia) melancholica
Gynoplistia (Gynoplistia) melancholica is een tweevleugelige uit de familie steltmuggen (Limoniidae). De soort komt voor in het Australaziatisch gebied.